# Ethynol
Ethynol is een organische verbinding met als brutoformule C2H2O. Het is het minder stabiele tautomeer van ethenon.
Bij lage temperatuur in een matrix van vast argon (temperatuur lager dan -190°C) is het mogelijk ethenon te isomeriseren tot ethynol.